# Hořeček mnohotvarý český

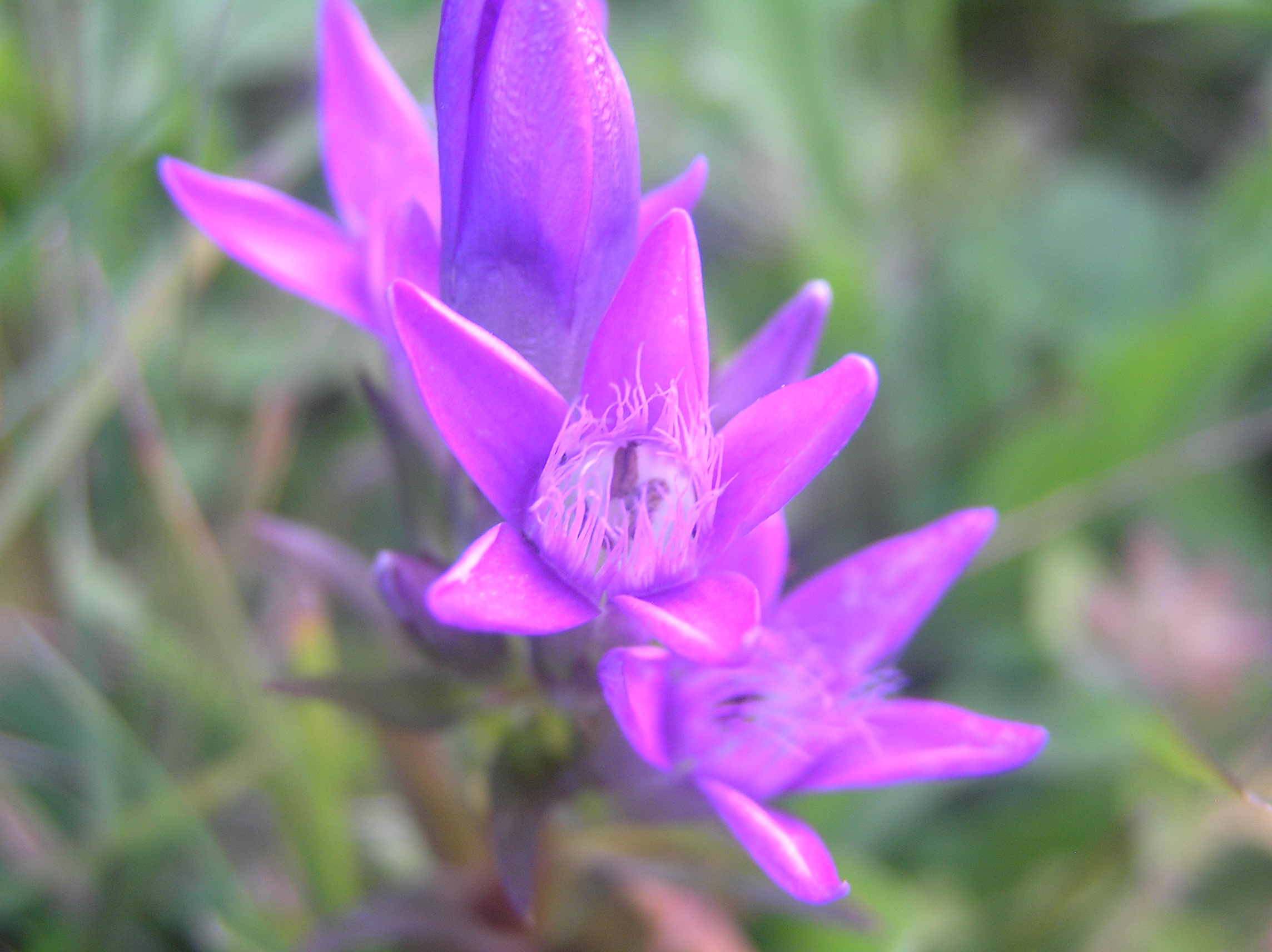
Květy zblÍzka

Hořeček mnohotvarý český (Gentianella praecox subsp. bohemica) je kriticky ohrožená modrofialově kvetoucí květina, jediný poddruh hořečku mnohotvarého vyrůstajícího na území České republiky. Je endemitem Českého masivu a subendemitem ČR.
Nominátní poddruh hořeček mnohotvarý pravý z našeho území pravděpodobně vymizel. Vyskytoval se na Šumavě, naposled byl jeho výskyt hodnověrně doložen v roce 1914. V současnosti vzácně vyrůstá pouze v Rakousku.
Hořeček mnohotvarý český (Skalický) Holub byl popsána v roce 1969 jako druh Gentianella bohemica Skalický, odlišený od taxonů Gentianella germanica (Willd.) Börner a Gentianella austriaca (A. Kerner et J. Kerner) Holub. Typová položka pochází z lokality u městečka Hory Matky Boží (součást obce Velhartice) na Klatovsku, od roku 1990 na uvedeném místě již nebyl spatřen.

## Rozšíření
Poddruh se prokazatelně vyskytuje pouze v Česku a dále v Německu na 9 lokalitách (Bavorsko), Rakousku na 30 (Horní Rakousy, Dolní Rakousy) a v Polsku na 4.
V Čechách a na Moravě bylo roku 2010 zjištěno 69 lokalit kde vyrůstá. Nejvíce, čtyřicet devět jich je na Šumavě a přilehlém podhůří Novohradských hor, jedenáct na Českomoravské a dvě na Drahanské vrchovině, tři jsou v nižších oblastech Orlických hor a jedna v okolí Broumova, dvě v Krkonoších a jedna izolovaná, avšak rozsáhlá je na Táborsku. V současnosti se nejčastěji nacházejí na stávajících nebo nedávno opuštěných pastvinách či na pravidelně obhospodařovaných loukách.
Podle "Florabase.cz" se hořeček mnohotvarý český v ČR vyskytuje:

## Ekologie
Poddruh nevykazuje žádnou přímou vazbu na určitý typ vegetace. Roste zejména na pastvinách, podhorských a horských smilkových loukách (společenstva svazů Cynosurion, Violion caninae, Nardion); dále roste v některých typech sečených mezofilních a vysýchavých mokřadních luk (společenstva svazů Arrhenatherion, Molinion) a v některých porostech širolistých suchých trávníků a pastvin (společenstva svazů Bromion erecti, Koelerio-Phleion phleoidis). Vyrůstá také na mnoha narušovaných stanovištích jako jsou okraje lomů, pískoven, polních cest i v lesních lemech. Nejlépe se mu daří na půdě s nedostatkem živin, hlavně dusíku, kde ho tolik neohrožuje konkurence jiných rostlin. Jeho stanoviště se v Česku vyskytují v mezofytiku a oreofytiku, od pahorkatin po horské oblasti do cca 1000 m n. m.
Může zdárně vyrůstat a množit se pouze v porostech s rozvolněným bylinným pokryvem, v částečně rozrušeném drnu. Přímo mu škodí mulčování starého lučního porostu nebo seč bez odstranění pokosené biomasy, tam nemají jeho semena šanci zapadnout do půdy a vyklíčit. Míra tolerance k zastínění a k zapojení okolního porostu stoupá s ontogenezi, v silně zastíněných místech však rostliny nedosáhnou reprodukční fáze.

## Popis
Dvouletá bylina, hemikryptofyt, s lodyhou dorůstající do výše 10 až 50 cm. V prvém roce vyrůstá pouze sterilní přízemní růžice úzce obvejčitých až kopisťovitých listů, až 4,5 cm dlouhých. Druhým rokem z růžice roste přímá, často již od spodu vrcholičnatě větvená lodyha s běžně 6 až 12 články přibližně stejně dlouhými. Z uzlin vyrůstají kopinaté lodyžní listy a z jejich paždí štíhlé stopkaté květy.
Květenství je bohatý víceramenný vrcholík s 5četnými, výjimečně i 4četnými květy. Kališní lístky jsou delší než korunní trubka, zářezy mezi jeho cípy jsou proměnlivého tvaru, od ostrého "V" do širokého "U". Válcovitě nálevkovitá koruna má lístky světle modrofialové barvy. Rostliny vykvétají od poloviny srpna do poloviny října, někdy i dříve. Květy jsou opylovány blanokřídlým i dvoukřídlým hmyzem, případně je možná i autogamie při které se ale vyvine méně semen.
Je velice proměnlivý poddruh, jeho velikost, počet květů i doba kvetení je velmi závislá na stanovišti i klimatických podmínkách. Průměrný počet květů se u jedné rostliny pohybuje od 5 do 45, byl pozorován jedinec s 360 květy. Ze semeníku se vyvine tobolka obvykle s 55 až 95 semeny která dozrávají od konce srpna do poloviny listopadu. Ploidie je obdobná jako u ostatních středoevropských hořečků 2n = 36.
U taxonu, hlavně u mladších rostlin, je prokázána endotrofní mykorhiza. Podrobnější informace o jejím vlivu na klíčení a růst nejsou známy.

## Rozmnožování
Hořeček mnohotvarý český se rozmnožuje pouze semeny, vegetativní rozmnožování není u tohoto poddruhu známo. Semena částečně vypadávají během podzimu, zbytek po rozpadnutí tobolek v zimě nebo na jaře. Semena musí projít stratifikaci v půdě, klíčí nejčastěji v dubnu, někdy i později. Část semen nevyklíčí hned prvým rokem, ale vytvoří v půdě semennou banku; jejich klíčivost je několik let. Množství úspěšně vyklíčených taktéž závisí na dostatku vlhkosti i vhodných stanovišť s ne zcela zapojeným drnem.
Během prvého vegetačního roku vyrostou přízemní růžice do průměru asi 4 cm a jsou složeny nejčastěji ze 4 až 8 listů. Před příchodem zimy růžice zatahují a zimu přežívají jako hemikryptofyt, v přízemních pupenech. Na jaře dalšího roku vyraší nové růžice často již se zřetelnými internodiemi které se postupně prodlužují v lodyhu a ta se dále větví. V době kvetení růžice usychá.

## Hybridizace
Tento poddruh má sklony ke křížení, jsou známi kříženci s hořečkem drsným Sturmovým, hořečkem nahořklým a hořečkem ladním. Kříženci si do svého vzhledu obvykle zakomponují znaky po obou svých rodičích, jsou intermediální morfotypy. Tato spontánní hybridizace nepředstavuje pro ochranu poddruhu vážné nebezpečí.

## Ohrožení
Hořeček mnohotvarý český zmizel v posledních létech z mnoha tradičních lokalit a tento trend se jen s obtížemi daří mírnit. Největší úbytek nastal s ukončením hospodaření na horských loukách nebo se špatným způsobem obhospodařování. Vytratil se z míst která byla kdysi pravidelně spásána nebo kosena a v současnosti jsou zarostlá hustou vegetací, náletovými rostlinami nebo jsou zalesněna či eutrofizována. Přes různá administrativní opatření je v ČR pouhých 38 lokalit alespoň nějakým způsoben územně chráněno, zbylých 31 je bez ochrany.
Byl vyhláškou MŽP ČR č. 395/92 Sb. zařazen mezi zvláště chráněné druhy v kategorii kriticky ohrožené a v "Černém a červeném seznamu cévnatých rostlin ČR z roku 2000" patří rovněž do kategorie kriticky ohrožených taxonů (C1). Je též uveden v Červené knize ČR a SR (Čeřovský et al. 1999) a byl začleněn do přílohy II směrnice Rady Evropského společenství č. 92/43/EHS. Byl vypracován Záchranný program  jehož cílem je zastavit snižování velikosti populací a zvýšit početní stavy rostlin na vybraných lokalitách.